# Pseudocleobis morsicans
Espèce
Synonymes
- Galeodes morsicans Gervais, 1849

Pseudocleobis morsicans est une espèce de solifuges de la famille des Ammotrechidae.

## Distribution
Cette espèce se rencontre au Chili, en Argentine et en Bolivie.

## Publication originale
- Gervais, 1849 : Aracnidos. Historia Fisica y Politica de Chile, Zoologia, Claudio Gay and Museo de Historia Naturel de Santiago: Paris and Santiago, vol. 4, p. 5–17.